# American International Group

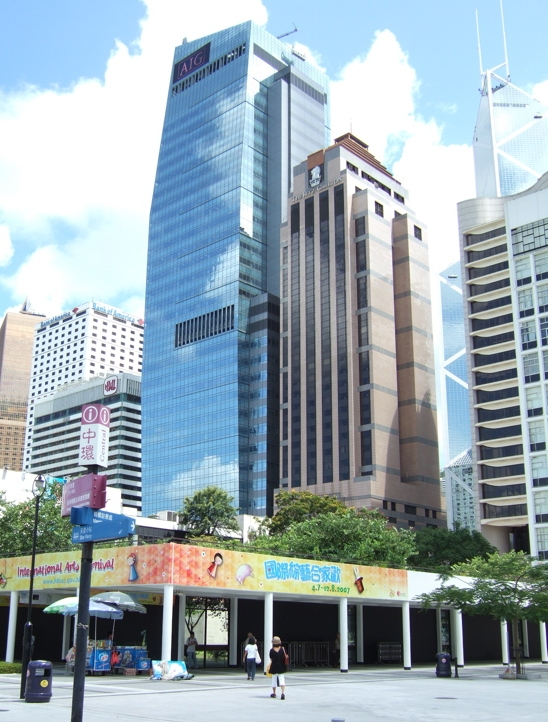
AIG toren in Hong Kong

American International Group is een grote Amerikaanse verzekeraar, actief in 80 landen.

## Activiteiten
Het bedrijf biedt een breed pakket diensten aan zoals schade- en levensverzekeringen en pensioenproducten. In 2015 bedroegen de totale premie-inkomsten US$ 58 miljard bijna gelijk verdeeld over levens- en niet-levenverzekeringen. Het balanstotaal was US$ 500 miljard per jaarultimo 2015 en er werkten ruim 66.000 personen voor het bedrijf. Naast de Amerikaanse activiteiten zijn het Verenigd Koninkrijk en Japan belangrijke markten voor het bedrijf.

## Geschiedenis
De onderneming begon met de Amerikaan Cornelius Vander Starr die in 1919 een verzekeringskantoor opende in Shanghai. Vander Starr was een zoon van een Nederlandse immigrant. De onderneming heette destijds American Asiatic Underwriters en na het succes van zijn onderneming breidde hij zijn activiteiten wereldwijd uit. Nadat de communisten aan de macht kwamen in China verhuisde de onderneming naar New York, waar het nog steeds gevestigd is. Vander Starr droeg het voorzitterschap van de onderneming in 1962 over aan Maurice "Hank" Greenberg.
In 1969 gaf het bedrijf aandelen uit die op de aandelenbeurs genoteerd werden en later volgde een notering op de New York Stock Exchange. In 1987 werd de dochteronderneming AIG Financial Products opgericht (AIG FP). AIG FP bood kredietverzekeringen aan financiële instellingen, waaronder banken, verzekeraars en institutionele beleggers. Zij konden tegen betaling van een premie het risico afdekken dat de leningen die ze hadden verstrekt of gekocht altijd werden afbetaald. In geval de emittent van de schulden failliet zou gaan, dan dekte AIG FP grotendeels het verlies. Veel van deze verzekeringen liepen via zogenaamde Credit Default Swaps. Banken verlaagden zo hun debiteurenrisico's en konden met instemming van de toezichthouders met minder kapitaal zaken blijven doen. AIG ontving een premie en verhoogde zijn inkomsten.
In 2006 realiseerde AIG een recordwinst van US$ 14 miljard op een totale omzet van US$ 113 miljard. Op de balans stond een eigen vermogen van US$ 100 miljard en het balanstotaal raakte bijna de US$ 1000 miljard. Per jaareinde 2006 was de totale beurswaarde US$ 186 miljard. In 2007 halveerde de winst door verliezen op de kredietverzekeringen. AIG reserveerde US$ 11,5 miljard voor mogelijke verliezen op de zogenaamde “super senior credit default swap portfolio” bij het bedrijfsonderdeel AIG FP. In het jaarverslag 2007 stelde het bestuur van AIG de aandeel-, obligatiehouders en klanten gerust met de mededeling dat verliezen op deze portefeuille geen significant effect zullen hebben op de financiële gezondheid van het bedrijf. AIG sloot het jaar af met een beurswaarde van US$ 148 miljard.

### Kredietcrisis
De kredietcrisis is bijna funest geweest voor AIG. De problemen bij AIG waren voor een groot gedeelte toe te schrijven aan het op zeer grote schaal verkopen van Credit Default Swaps door AIG FP.
De traditionele verzekeringsactiviteiten in de Verenigde Staten stonden onder toezicht van de Amerikaanse staten waarbinnen AIG actief was. De holding die boven al die verzekeraars stond, was aan veel minder toezicht onderworpen. AIG had ook een kleine spaarbank en hierdoor werd de centrale houdstermaatschappij gecontroleerd door de en:Office of Thrift Supervision. Deze kleine toezichthouder was onvoldoende toegerust om alle activiteiten van de holding, waaronder die van AIG FP, op alle merites te controleren. De Federal Reserve speelde helemaal geen rol bij het directe toezicht op AIG, maar was bekend met het feit dat veel banken, die wel onder toezicht stonden van de Federal Reserve, daar hun debiteurenrisico's hadden afgedekt.
Na forse verliezen werd op 15 juni 2008 de CEO Sullivan gedwongen op te stappen. Hij was de derde bestuursvoorzitter in het bestaan van de onderneming. Robert B. Willumstad volgde hem op. Op 14 september 2008 werd bekend dat AIG dringend behoefte had aan nieuw kapitaal om de onderneming niet in gevaar te brengen. Dit kwam gelijk met de surseance-aanvraag van zakenbank Lehman Brothers en de overname van Merrill Lynch. De beurskoers van AIG stortte in, van rond de US$ 18 naar een dieptepunt van US$ 1,25 op 16 september. Na drie maanden CEO te zijn geweest werd Willumstad op 16 september 2008 gedwongen om op te stappen, hij werd vervangen door Edward M. Liddy op 17 september 2008.
Op 17 september 2008 werd bekend dat de Amerikaanse Centrale Bank het verzekeringsconcern met een kapitaalinjectie (lening) van 85 miljard dollar van de ondergang redt. De lening werd in november 2008 verhoogd naar US$ 150 miljard. Het boekjaar 2008 werd afgesloten met een recordverlies van US$ 99,3 miljard door verliezen op beleggingen en op de kredietverzekeringen. Het eigen vermogen was in een jaar geslonken van US$ 95,8 miljard naar US$ 52,7 miljard. Zonder steun van de Amerikaanse overheid zou het eigen vermogen negatief zijn geworden, maar dankzij de miljardensteun werd dit voorkomen. De koers van het aandeel AIG op de beurs daalde van US$ 91 per ultimo 2007 naar US$ 2,64 per jaareinde 2008.
Medio maart 2009 had de Amerikaanse overheid in totaal circa US$ 170 miljard in AIG gestoken, en had bijna 80% van het aandelenkapitaal van AIG in handen. Op 9 maart 2009 bereikte de koers van het aandeel een (tot dan toe) dieptepunt van US$ 0,35. In totaal stak de overheid US$ 181 miljard in de onderneming. Op 11 september 2012 maakte het ministerie van Financiën bekend US$ 15,1 miljard aan het totaal van alle transacties te hebben verdiend.

#### Afstoten bedrijfsonderdelen
AIG gaat de activiteiten beperken tot schadeverzekeringen wereldwijd en levensverzekeringen en aanverwante producten in de Verenigde Staten. Vanwege de financiële problemen na de kredietcrisis heeft AIG een omvangrijk programma gestart om activiteiten af te stoten. Alle verkopen tot medio 2014 leverden het bedrijf zo’n US$ 79 miljard op. Het aantal werknemers is door de kredietcrisis gedaald van 116.000 in 2007 naar 64.000 per ultimo 2013.

##### Verkoop AIA
Om de Amerikaanse overheid terug te betalen moest AIG belangrijke activiteiten verkopen. Begin 2010 haakte het Britse Prudential af om de Aziatische dochter AIA te kopen. Na deze mislukking besloot AIG de levensverzekeraar naar de beurs te brengen. In oktober 2010 kreeg AIA een beursnotering op de Hong Kong Stock Exchange. In december 2012 verkocht AIG het laatste pakket aandelen in AIA. De totale opbrengst van de verkoop van AIA kwam daarmee uit op US$ 35 miljard.

##### Verkoop ILFC
In december 2013 sluit AIG een verkoopovereenkomst voor haar vliegtuigleasemaatschappij International Lease Finance Corporation (ILFC). AerCap is bereid US$ 5miljard te betalen voor de veel grotere ILFC. AerCap wordt na de koop het grootste vliegtuigleasebedrijf ter wereld, gemeten in waarde van de activa, die US$ 41 miljard bedraagt. AerCap bezit na de overname 1.673 toestellen, inclusief orders voor 385 nieuwe vliegtuigen. AerCap betaalt de overname deels met eigen aandelen, bijna 100 miljoen stuks. Na de transactie is AIG de grootste aandeelhouder in het bedrijf met een belang van 46%. Na het bekend worden van de transactie stijgt de koers van het AerCap aandeel met bijna 100% waardoor de opbrengst voor AIG nog verder omhoog gaat. In juni 2015 verkocht AIG bijna alle aandelen in AerCap voor US$ 3,7 miljard. Na deze verkoop houdt AIG nog een aandelenbelang van 5% in AerCap.

## Sponsoring
De Engelse voetbalclub Manchester United had AIG als shirtsponsor. Naar verluidt is het de duurste shirtsponsoring ooit uit de Engelse Premier League. AIG betaalde bijna US$100 miljoen om gedurende vier jaar haar naam op de shirts te mogen plaatsen. Medio 2009 meldde AIG dat het contract niet zal worden verlengd na mei 2010.
AIG sponsort onder andere ‘AIG Women’s British Open’ (golf) en Rugby, New Zealand Rugby, the ‘AIG All Blacks’.

## Trivia
- In maart 2009 ontstond commotie over het voornemen van AIG om US$165 miljoen aan bonussen uit te keren, hoewel AIG voor miljarden aan staatssteun had ontvangen. Onder meer president Obama keurde dit in sterke bewoordingen af.[12]

Leden:
American International Group · Allianz Trade · Atradius · Aviva · AXA · 
Chubb · Coface · Credendo · Green Stars · Groupama · Münchener Rück · Ping An Insurance · 
Swiss Re · Travelers · Zurich Insurance Group
Oud-leden:
N.V. Nationale Borg-Maatschappij